# Championnat d'Uruguay de football 1984
Navigation
Saison précédente Saison suivante
La saison 1984 du Championnat d'Uruguay de football est la quatre-vingt-deuxième édition du championnat de première division en Uruguay. Les treize meilleurs clubs du pays sont regroupés au sein d'une poule unique, la Primera División, où ils s'affrontent deux fois au cours de la saison, à domicile et à l'extérieur. En fin de saison, le dernier du classement est relégué et remplacé par le champion de deuxième division.
C'est le Central Español Fútbol Club, club promu de Primera B, qui est sacré champion d'Uruguay cette saison après avoir terminé en tête du classement final, avec un seul point d’avance sur Peñarol et trois sur le tenant du titre, le Club Nacional de Football. C'est le tout premier titre de champion d'Uruguay de l’histoire du club.

## Qualifications continentales
Les deux premiers de la Liguilla pré-Libertadores obtiennent leur billet pour la prochaine Copa Libertadores.

## Les clubs participants
| - CA Peñarol - Defensor Sporting Club - Club Nacional de Football - Club Atlético Bella Vista - Huracán Buceo - Club Atlético Progreso | - Club Sportivo Miramar Misiones - Danubio FC - CA Cerro - Rampla Juniors - Central Español Fútbol Club - Promu de D2 - Montevideo Wanderers - Institución Atlética Sud América |

## Compétition

### Classement
Le barème utilisé pour établir le classement est le suivant :
- Victoire : 2 points
- Match nul : 1 point
- Défaite : 0 point

| Rang | Équipe                           | Pts | J  | G  | N  | P  | Bp | Bc | Diff |
| ---- | -------------------------------- | --- | -- | -- | -- | -- | -- | -- | ---- |
| 1    | Central Español Fútbol ClubP     | 35  | 24 | 13 | 9  | 2  | 39 | 17 | +22  |
| 2    | Club Atlético Peñarol            | 34  | 24 | 11 | 12 | 1  | 47 | 23 | +24  |
| 3    | Club Nacional de FootballT       | 32  | 24 | 11 | 10 | 3  | 44 | 25 | +19  |
| 4    | Danubio Fútbol Club              | 31  | 24 | 12 | 7  | 5  | 35 | 22 | +13  |
| 5    | Club Atlético Bella Vista        | 27  | 24 | 10 | 7  | 7  | 25 | 29 | -4   |
| 6    | Montevideo Wanderers             | 26  | 24 | 10 | 6  | 8  | 37 | 30 | +7   |
| 7    | Defensor Sporting Club           | 24  | 24 | 9  | 6  | 9  | 27 | 26 | +1   |
| 8    | Rampla Juniors Fútbol Club       | 24  | 24 | 6  | 12 | 6  | 28 | 28 | 0    |
| 9    | Club Atlético Progreso           | 18  | 24 | 4  | 10 | 10 | 23 | 35 | -12  |
| 10   | Huracán Buceo                    | 18  | 24 | 4  | 10 | 10 | 15 | 29 | -14  |
| 11   | Institución Atlética Sud América | 17  | 24 | 5  | 7  | 12 | 27 | 42 | -15  |
| 12   | Club Atlético Cerro              | 15  | 24 | 2  | 11 | 11 | 15 | 38 | -23  |
| 13   | Club Sportivo Miramar Misiones   | 11  | 24 | 3  | 5  | 16 | 16 | 34 | -18  |

|  | Club champion d’Uruguay 1984 et qualifié pour la Liguilla pré-Libertadores |
|  | Qualification pour la Liguilla pré-Libertadores                            |
|  | Relégation directe en deuxième division                                    |
|  | T : Tenant du titre P : Promu de D2                                        |

- Club Sportivo Miramar Misiones est relégué car c'est le club le moins performant lors des deux dernières saisons.

### Liguilla pré-Libertadores
Les six clubs qualifiés pour la Liguilla s'affrontent une nouvelle fois pour déterminer les deux clubs qualifiés pour la Copa Libertadores 1985. Si le champion ne termine pas parmi les deux premiers, il obtient le droit d'affronter le second de la Liguilla pour connaître la deuxième formation qualifiée.
| Rang | Équipe                       | Pts | J | G | N | P | Bp | Bc | Diff |  | Résultats (▼ dom., ► ext.)   | Peñ | BVi | Nac | Cen | Dan | Defl |
| ---- | ---------------------------- | --- | - | - | - | - | -- | -- | ---- |  | ---------------------------- | --- | --- | --- | --- | --- | ---- |
| 1    | Club Atlético Peñarol        | 8   | 5 | 3 | 2 | 0 | 8  | 3  | +5   |  | Club Atlético Peñarol        |     | 2-2 | 2-0 | 1-1 | 1-0 | 2-0  |
| 2    | Club Atlético Bella Vista    | 8   | 5 | 3 | 2 | 0 | 6  | 2  | +4   |  | Club Atlético Bella Vista    |     |     | 0-0 | 1-0 | 2-0 | 1-0  |
| 3    | Club Nacional de Football    | 7   | 5 | 3 | 1 | 1 | 10 | 3  | +7   |  | Club Nacional de Football    |     |     |     | 2-1 | 5-0 | 3-0  |
| 4    | Central Español Fútbol ClubT | 4   | 5 | 1 | 2 | 2 | 4  | 5  | -1   |  | Central Español Fútbol ClubT |     |     |     |     | 1-0 | 1-1  |
| 5    | Danubio Fútbol Club          | 2   | 5 | 1 | 0 | 4 | 2  | 10 | -8   |  | Danubio Fútbol Club          |     |     |     |     |     | 2-1  |
| 6    | Defensor Sporting Club       | 1   | 5 | 0 | 1 | 4 | 2  | 9  | -7   |  | Defensor Sporting Club       |     |     |     |     |     |      |

Barrage pour la première place :
|  | Club Atlético Peñarol | 2 - 2 | Club Atlético Bella Vista |  |  |
|  |                       |       |                           |  |  |
|  | Tirs au but 5-4       |       |                           |  |  |

Barrage pour la deuxième place :
|  | Club Atlético Bella Vista | 1 - 0 | Central Español Fútbol Club |  |  |
|  |                           |       |                             |  |  |

## Bilan de la saison
| Championnat d'Uruguay de football 1984 |                                         |
| Champion                               | Central Español Fútbol Club (1er titre) |
| Qualifications continentales           |                                         |
| Copa Libertadores 1985                 | Club Atlético Peñarol                   |
| Copa Libertadores 1985                 | Club Atlético Bella Vista               |
| Promotions et relégations              |                                         |
| Promus en Primera División             | CA River Plate                          |
| Relégués en Primera B                  | Club Sportivo Miramar Misiones          |